# Fraude 4-1-9

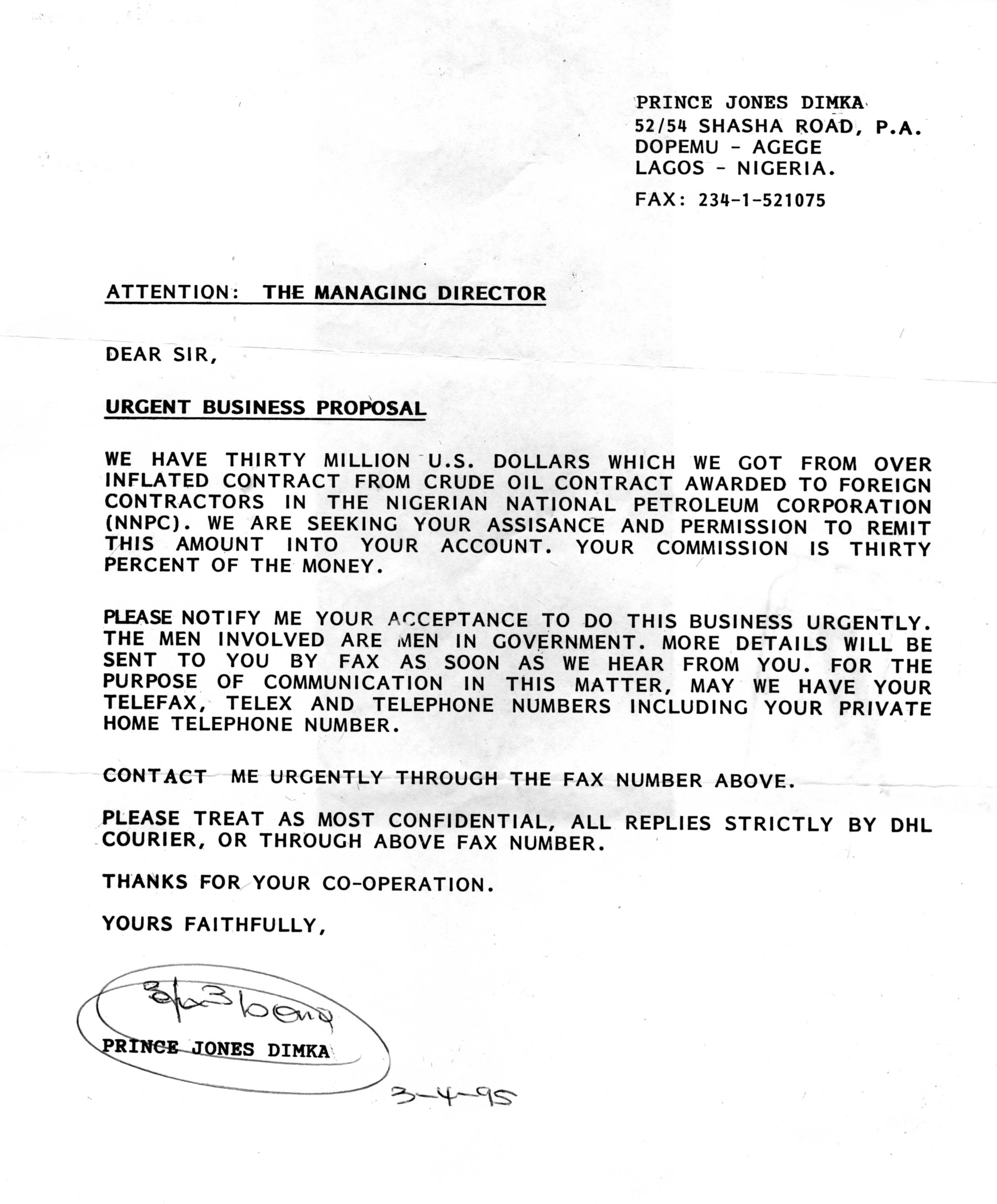
Exemple darnaque nigériane expédié par courrier postal en 1995

La fraude 4-1-9 (aussi appelée Fraude 419 ou scam 419, ou arnaque nigériane) est un type d'escroquerie très répandue sur Internet.
Elle consiste à promettre une grosse somme d'argent à la victime, à condition qu'elle communique ses codes d'identification bancaires ou effectue un versement en amont afin de permettre la réalisation du gain à venir.

## Origine du terme
La dénomination 4-1-9 vient du numéro de l'article du Code pénal nigérian sanctionnant ce type de délit.
L'escroquerie par courrier est un phénomène criminel ancien, intimement lié aux progrès de la monétisation, et a très vite été adapté aux dépens des usagers de l'internet.
Les cas les plus célèbres ont été recensés à partir de la Révolution française durant laquelle ce type d'escroquerie a été appelé lettre de Jérusalem.
Dès la fin du XXe siècle, des Nigérians se sont inspirés des courriers postaux à vocation frauduleuse et ont mis sur pied des réseaux ayant pour objet l'envoi massif de ces courriels frauduleux. L'origine des envois fut néanmoins rapidement identifiée et dénoncée par les États anglais et américain, ce qui a mené le Nigeria à punir ces escroqueries par l'adoption dudit article 4-1-9 du Code pénal nigérian.
Le développement fulgurant de l'internet a permis une véritable explosion de l'arnaque, à la fois en quantité, en inventivité et en efficacité, ceci au niveau mondial.
Ainsi se sont développées, particulièrement en Inde, des arnaques incitant les victimes à révéler elles-mêmes leurs données secrètes (codes secrets, données bancaires et autres information sensibles) à de faux services d'assistance technique (imitant souvent les services en ligne des GAFAM comme Microsoft, etc. pour inspirer confiance aux victimes).
En Côte d'Ivoire, ces escrocs sont appelés « brouteurs ». Au Bénin, ces escrocs sont appelés « Gayman », car ils se font souvent passer pour des personnes homosexuelles persécutées dans leur pays, voire par leur famille. Au Nigeria, ces escrocs sont appelés les Yahoo-Boys en référence à leurs usages des services gratuits proposés par Yahoo,,.

## Présentation
Cette escroquerie abuse de la crédulité des victimes en utilisant les messageries électroniques (courriels principalement) pour leur soutirer de l'argent.
L'arnaque se présente généralement sous la forme d'un courriel dans lequel une personne affirme posséder une importante somme d'argent (plusieurs millions de dollars en héritage, pots-de-vin, comptes tombés en déshérence, fonds à placer à l'étranger à la suite d'un changement de contexte politique, etc.) et fait part de son besoin d'utiliser un compte existant pour transférer rapidement cet argent. La personne à l'origine de l'arnaque demande de l'aide pour effectuer ce transfert d'argent, en échange de quoi elle offre un pourcentage sur la somme qui sera transférée, en général par la « voie diplomatique ». Si la victime accepte (en Afrique de l'Ouest, on l'appelle alors mugu), on lui demandera petit à petit d’avancer des sommes d’argent destinées à couvrir des frais imaginaires (notaires, entreprises de sécurité, pots-de-vin…) avant que le transfert ne soit effectif. Ce transfert n’aura jamais lieu.
En 2002, le Secret Service des États-Unis estimait que ce type d'escroquerie rapportait à ses auteurs plusieurs centaines de millions de dollars par an, ce chiffre étant en constante augmentation. Des affaires jugées en 2010 ont montré une moyenne de 20 000 $US extorqués par victime.
La France compte également bon nombre de victimes, ce que documente notamment le tribunal de grande instance de La Roche-sur-Yon, ayant prononcé le 24 septembre 2007 des condamnations de cinq et trois ans de prison ferme envers des personnes jugées pour escroquerie en bande organisée, qui opéraient sur le territoire français.

## Variantes

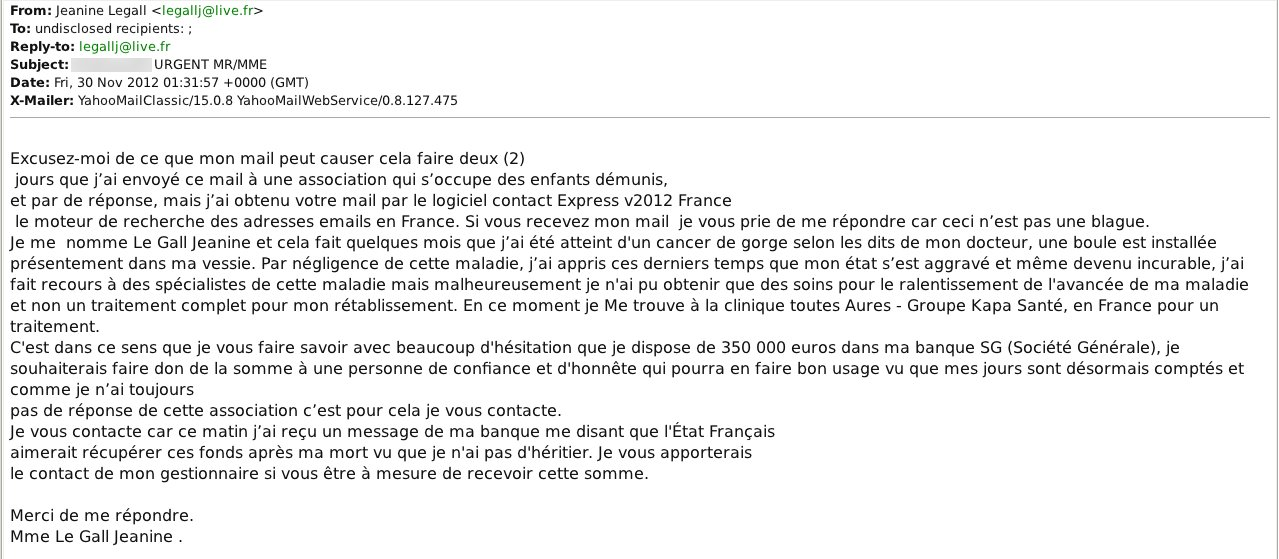
Exemple de courriel frauduleux racontant de manière peu plausible une histoire d'héritage.

LoterieL'escroc prétend s’exprimer au nom d'un organisme gérant des jeux de loterie. Il annonce à la victime qu'elle a été tirée au sort, a gagné une grosse somme d'argent et doit contacter certaines personnes pour recevoir son prix. La procédure pour récupérer le prix – fictif – nécessite le paiement de divers frais de gestion.
Offre d'emploi (1)Une personne ou entreprise prétend offrir un emploi en Afrique (Nigeria). Cette offre d'emploi n'existe pas, mais la victime est sollicitée pour verser de l'argent pour le permis de travail ou le voyage.
Offre d'emploi (2)Une offre propose du travail à de (jeunes) traducteurs indépendants contre une rémunération intéressante. Si le naïf accepte, on lui propose de le payer d'avance et on lui envoie un chèque (évidemment faux) qu'il transmet à sa banque. Les escrocs savent que celle-ci mettra un certain temps à traiter le chèque et à découvrir qu'il ne vaut rien. Peu de temps après, le traducteur reçoit l'avis que, pour une raison quelconque, la commande est annulée et on demande le remboursement de la somme versée. Le malheureux s'exécute et son chèque est aussitôt encaissé, alors que le chèque reçu et déposé ne vaut rien.
Voiture, matériel high-techSur un site de petites annonces, un article (généralement un véhicule, ou encore des lots de matériel high-tech) est proposé à un prix défiant toute concurrence, voire gratuit. Le vendeur demande juste de payer les frais de port, par Western Union. L'article n'existe pas et la victime perd l'argent versé. Ils peuvent aussi demander à être payés en coupons et demandent à la victime d'aller vérifier les coupons sur un faux site, le but étant de récupérer discrètement le code du coupon et encaisser l'argent,.
Œuvre d'artSur un site de petites annonces, un tableau ou une œuvre d'art est proposée au prix du marché. Généralement, le descriptif est copié-collé d'une notice issue d'une vente précédente. Le tableau n'existe pas ou n'est pas à vendre, mais l'escroc demande des versements préalables à la vente, présentée comme urgente.
AmourSur un site de rencontres (selon le principe de « la prisonnière espagnole »), une femme séduisante dialogue quelque temps et finit par demander de l'argent pour diverses raisons (venir vous voir, un problème d'argent pendant un voyage lointain, paiement d'une agence de traduction). L'arnaqueuse donnant réellement l'impression d'être amoureuse, l'escroquerie devient facile. Il existe également la variante du piège aux femmes seules inscrites sur des sites de rencontres : un homme se présente bien, photo à l'appui, bonne profession, passé douloureux, ayant un lien professionnel ou associatif avec l'Afrique. Se déclarant très amoureux, il promet rapidement le mariage. Il contacte sa victime un jour, depuis l'Afrique où sa fille est hospitalisée, ou il a commis un accident de la route et blessé une jeune fille.[pas clair] Bien sûr, il a de gros besoins financiers, il demande une forte somme et jure sur l'honneur de la rendre au centuple, etc. Voir aussi : escroquerie sentimentale.
EscorteSur les réseaux sociaux, les brouteurs peuvent se faire passer pour des escortes et ils demandent une avance sur le paiement,, ou font l'arnaque à la vérification de coupons et demandent à la victime d'aller vérifier les coupons sur un faux site. Le but : récupérer discrètement le code du coupon et encaisser l'argent,. Beaucoup des escrocs faisant ce type d'arnaque sont au Bénin.
Arnaque à la célébritéLes brouteurs sur Facebook et Twitter peuvent se faire passer pour des célébrités comme Kendji Girac, Jean Baptiste Guégan, David Hallyday, Cyril Féraud, Elsa Esnoult, Julien Doré, Patrick Bruel, etc. pour vendre des fausses cartes fans offrant des avantages et aussi faire de l'arnaque aux sentiments. Les célébrités font régulièrement de la prévention sur ce type d'arnaque, rappelant qu'elles ne demanderont jamais d'argent sur les réseaux sociaux,,,,.
LocationSouvent rédigé dans un très bon anglais, courtois, l'escroc se présente comme médecin ou chercheur, et souhaiterait louer un appartement ou une maison avec plusieurs chambres, pour un certain nombre de semaines. Ceci lui permet dans un premier temps de récupérer des photos, adresses et descriptifs de biens immobiliers, afin de créer de fausses annonces de location et d'encaisser les acomptes. Dans un second temps, il souhaite réserver la location, envoie un faux chèque qui ne pourra être encaissé, et entre-temps, se désiste de la location et demande le remboursement de son acompte. Ils peuvent aussi faire des fausses annonces immobilières en volant des photos d'autres annonces pour récupérer de l'argent, des papiers d'identité, des quittances de loyer, des factures de gaz, d'électricité, de téléphonie pour pouvoir ouvrir des comptes bancaires.
CréditCette arnaque vise des particuliers financièrement fragiles, qui ne peuvent généralement pas accéder au crédit bancaire (celui octroyé par des établissements de crédit). Par le biais d'offres de crédit ou de regroupement de crédits en vue d'alléger un endettement trop lourd, l'escroc se présente comme un professionnel de la finance ; il utilise à cette fin des réseaux sociaux réputés, ou des faux sites de banques ultra-réalistes. En échange de l'envoi de sommes d'argent couvrant des frais divers (« de dossier », ou « d'étude »), il promet la mise à disposition rapide de fonds. Beaucoup des escrocs francophones faisant ce type d'arnaque sont au Bénin.

## Exemple
Voici un exemple de courriel destiné à lancer une fraude 4-1-9 :
De: Fred Kone 
Tel: ***-********
Courriel: ****@yahoo.com
Bonjour,
Je m'appelle Fred Kone je suis âgé de 26 ans et je vis en Côte d'Ivoire.
Malheureusement comme vous le savez mon pays traverse une période très difficile ce qui m'a contraint à fuir ma région d'habitation qui est Bouaké (dans le centre du pays). Mon père était un marchand de cacao très riche à Abidjan, la capitale économique de la Côte d'Ivoire.
Avant qu'il n'ait été grièvement blessé par les rebelles, urgemment conduit à l'hôpital il m'a fait savoir qu'il avait déposé 5 000 000 $ dans une mallette dans une société de sécurité basée à Abidjan.
À l'annonce de la mort de mon père je me suis précipité dans sa chambre dans le but de prendre tout ce qu'il avait comme document administratif, j'ai découvert le certificat de dépôt délivré par la compagnie de sécurité à mon père. Une fois arrivé à Abidjan j'ai essayé de vérifier la validité de ce document.
Le directeur de la société m'a confirmé l'existence de cette mallette dans leur établissement. De peur de perdre cet argent, je sollicite l'aide de quelqu'un afin de transférer ce seul bien que mon père m'a légué dans un pays étranger pour investir car la situation en Côte d'Ivoire est toujours incertaine.
Une fois le transfert effectué je me rendrai là-bas pour récupérer cet argent et y faire ma vie. Si vous êtes prêt à m'aider, envoyez-moi vite une réponse afin que l'on puisse trouver un conciliabule. Dans l'attente d'une suite favorable recevez mes salutations et que dieu vous bénisse.
PS: N'oubliez pas de me contacter directement à mon adresse privée:****@yahoo.com
Fred Kone.
Il existe plusieurs centaines de variantes de ce spam.

## Morts violentes
La fraude 4-1-9 a été à l’origine de plusieurs morts violentes :
- En juin 1995, un Américain a ainsi été assassiné à Lagos, au Nigeria, après avoir tenté de récupérer son argent[23].
- En février 2003, un Tchèque a tué par balle un diplomate nigérian qu'il tenait pour responsable de l'escroquerie[24].
- En janvier 2004, un Britannique s'est suicidé à la suite d'une dépression provoquée par une escroquerie en ligne[25].
- En décembre 2004, un Grec victime de scam est enlevé à Durban en Afrique du Sud. La rançon exigée n'ayant pas été payée, il est mutilé puis assassiné[26].
- En décembre 2022, un jeune homme de 17 ans s'est suicidé après une sextorsion[27].

## Croque-escrocs
Certains internautes se sont spécialisés dans la lutte contre ces arnaques, et notamment le scam africain. On les dénomme « croque-escrocs » ou « scambaiters » ((en) scam étant « fraude » et bait « appât »). On peut aussi les appeler « chasseurs d'arnaqueurs » ou « chasseurs de brouteurs ».
Les croque-escrocs francophones les plus célèbres sont le Youtubeur Sandoz,,, David connu sous le pseudo de Métabrouteur sur Twitter,, et Victor Baissait, spécialiste de la tech, webdesigner et journaliste, ; et aussi le vidéaste Mozinor, auteur en 2011 d'une vidéo titrée Le Mugu et décrivant sur un ton humoristique appuyé par le détournement d'images d'archives ses échanges avec des « brouteurs ».
Leur objectif est de faire perdre du temps et de l'argent à ces escrocs, qui se connectent en général depuis des cybercafés, et qui paient donc leurs connexions. Il y aurait actuellement des croque-escrocs dans pratiquement tous les pays du monde. Ils peuvent aussi donner des informations aux autorités et prévenir des potentielles victimes.
Ils peuvent aussi faire de la prévention sur différents réseaux sociaux en expliquant les mécanismes des différentes arnaques, comme sur Twitch, en évoquant notamment les faux supports Microsoft.
Il existe aussi des groupes Facebook qui luttent contre ce type d'arnaques en piégeant les brouteurs, comme le « Neurchi de Brouteurs Broutés (NDBB) » comprenant plus de 16 000 membres,.